# ArrDee
ArrDee właśc. Riley Jason Davies (ur. 17 września 2002 w Brighton) – brytyjski raper i autor tekstów.
Pierwszy swój mixtape wydał 18 marca 2022 roku, który nosił tytuł "Pier Pressure". Płyta uzyskała status złotej płyty nadanej przez BP.

## Wczesne życie
Riley urodził się i wychował w angielskim mieście Brighton. Chodził do szkoły Peacehaven Community School w hrabstwie East Sussex.

## Kariera muzyczna
ArrDee odniósł sukces, będąc częścią remiksu utworu "Body" Russa Millionsa i Tion Wayne'a, który zdobył pierwsze miejsce na listach przebojów w różnych krajach, w tym w Wielkiej Brytanii.
Następnie wydał singiel "Oliver Twist", nawiązujący do książki Charlesa Dickensa, który osiągnął szóste miejsce na UK Singles Chart.
11 listopada 2021 roku ukazał się trzeci solowy singiel pt. "Flowers (Say My Name)". Utwór, wykorzystujący sampel z "Flowers" Sweet Female Attitude i "Say My Name" Destiny's Child, osiągnął piąte miejsce na UK's Official Singles Chart Top 100.
3 lutego 2022 roku wydał singiel "War" z udziałem rapera Aitch. "War" zadebiutował na szóstym miejscu na UK Official Singles Top 100 Chart. Tego samego dnia ogłoszono, że debiutancki mixtape ArrDee, zatytułowany "Pier Pressure", zostanie wydana 18 marca 2022 roku.
4 marca 2022 roku wydał "Come & Go" jako kolejny singiel z albumu. 
18 marca 2022 roku oficjalnie został wydany "Pier Pressure" i spotkał się z ogólnie mieszanymi recenzjami. Osiągnął status złotej płyty nadanej przez BPI.
Płyta zadebiutowała na drugim miejscu na UK Official Albums Chart Top 100, zajmując szóste miejsce na UK Official Album Download Charts Top 100, i zadebiutowała na pierwszym miejscu na UK Official Albums Streaming Chart Top 100.
W lipcu 2022 roku ogłosił swój kolejny singiel pt. "Hello Mate" z gościnnym udziałem Kylii Reid.
W styczniu 2023 roku wydał singiel "Loser". 9 marca 2023 roku opublikował singiel "Home for My Heart", współpracując z wokalistką Cat Burns.

## Dyskografia

### Mixtape
| Rok  | Album | Pozycja na liście | Pozycja na liście | Pozycja na liście | Pozycja na liście | Sprzedaż           | Certyfikat     |
| Rok  | Album | UK                | AUS               | IRE               | NZ                | Sprzedaż           | Certyfikat     |
| ---- | --- | ----------------- | ----------------- | ----------------- | ----------------- | ------------------ | -------------- |
| 2022 | Pier Pressure - Data: 18 marca 2022 - Wytwórnia: Island Records - Format: CD, digital dowload, streaming | 2                 | 20                | 14                | 21                | - BPI: złota płyta | - UK: 100 000+ |